# 韓偓
韓偓（842年—923年），字致堯，小字冬郎，號玉山樵人，京兆萬年（今陝西省西安市）人。晚唐詩人。

## 生平
父韓瞻，進士出身。兄韓儀，官到翰林學士。韓偓生於會昌二年（842年），幼聰敏，十歲能詩，得姨父李商隱作诗两首，稱其“雛鳳清于老鳳聲”。唐昭宗龍紀元年（889年）進士。佐河中幕府，召拜左拾遺，歷官翰林學士、中書舍人。光化三年十一月隨唐昭宗奔鳳翔，升兵部侍郎、翰林承旨。902年拒绝草诏起复在任时受贿卖官后因母丧去职的前宰相韦贻范。
朱溫控制朝廷後，韓偓不附，被貶濮州（今河南省濮阳市）司馬，再貶榮懿（今四川省中部）县尉、鄧州（今河南省与湖北省交界）司馬。韓偓遂棄官逃去，南依閩王王審知，住南安潘山招贤院，又曾寓居九日山延福寺，與弘一大師友好。擅寫宮詞，多寫艷情，詞藻華麗，有“手香江橘嫩，齿软越梅酸”（《幽窗》）之句，人稱「香奩體」，一說著有《香奁集》。
后梁龙德三年（923年），韩偓病逝于南安丰州龙兴寺并葬于杏田葵山。
夫人裴氏，封郡君，先卒於己；子韓寅亮。